# Буянов, Михаил Иванович (психиатр)
Михаи́л Ива́нович Буя́нов (22 октября 1939, Москва — 22 апреля 2012, национальный парк Мгахинга, Уганда) — советский и российский врач-психиатр и писатель. Кандидат медицинских наук (1968). Главный детский психиатр Алтайского края (1962—1964). Президент Московской психотерапевтической академии (с 1992). Действительный член Московской психотерапевтической академии. Почётный член французского Общества друзей Александра Дюма. Член Союза журналистов СССР (1989). С 1995 по 2001 год был консультантом Государственной думы Российской Федерации.

## Биография
Родился 22 октября 1939 года в Москве в семье офицера Военно-воздушных сил.
В 1962 году окончил 2-й Московский медицинский институт имени Н. И. Пирогова, в 1967 году — аспирантуру при этом же институте и там же в 1968 году защитил диссертацию на соискание учёной степени кандидата медицинских наук по теме «О формировании вариантов тормозимой психопатии: (Клинико-катамнестическое исследование)».
В период с 1962 по 1964 год работал главным детским психиатром Алтайского края, с 1968 по 1988 год — преподавателем Центрального института усовершенствования врачей.
Занимал должности учёного секретаря Всесоюзного, Всероссийского и Московского обществ невропатологов и психиатров (1970—1980).
Создал и в 1992 году возглавил в качестве президента Московскую психотерапевтическую академию, Российское общество медиков-литераторов, Российское общество друзей Александра Дюма.
В 2007 году написал соответствующее письмо в официальные органы, в котором жаловался, что его книги были запрещены для продажи в московском Доме медицинской книги, где они продавались с 1985 года.
Скоропостижно скончался 22 апреля 2012 года во время этнографической экспедиции в Уганде. Похоронен на Востряковском кладбище в Москве.

## Публикации

### Книги
Источники
1. Ребёнку нужна родительская любовь. М., Знание 1984 г
2. Недержание мочи и кала. М., Медицина, 1985 г
3. Недержание мочи. Ташкент. Медицина, 1985 г
4. Беседы о детской психиатрии. М. Просвещение, 1986 г
5. Рассказы о нервных детях. Алма-Ата. Кайнар, 1986 г
6. Необычные характеры. Тбилиси. Сабчота Сакартвело, 1987 г
7. Ребёнок из неблагополучной семьи. М. Просвещение, 1988 г
8. Заикание у подростков. М. Просвещение, 1989 г
9. Преждевременный человек. М. Советская Россия, 1989 г
10. Ребёнка направили к психиатру. Ташкент. Медицина, 1989 г
11. Тайны детской психотерапии М. Прометей, 1990 г
12. В кабинете детского психиатра. Киев. Здоровье, 1990 г
13. Размышление о наркомании. М. Просвещение, 1990 г
14. Основы психотерапии детей и подростков. Киев. Высшая школа, 1990 г
15. Профессия — психиатр. М. Прометей, 1991 г
16. Приключение древней загадки (истерия, история, суеверия). М. Прометей, 1991. — 136 с.
17. Дюма, гипноз, спиритизм. М. Русь-фильм, 1991. — 103 с.
18. Дюма в Дагестане. М. Прометей, 1992.
19. Президиум, или кто управляет советской психиатрией. М. Прометей, 1992 г
20. Форстер: жизнь диссидента. М. Прометей, 1992 г
21. Дюма и Закавказье. М. Прометей, 1993 г
22. Дело Бейлиса. М. Прометей, 1993 г
23. По следам Дюма. М., РОМ-Л, 1993 г
24. Между Богом и Дьяволом. М., РОМ-Л, 1993 г
25. Ленин, Сталин и психиатрия. М., РОМ-Л, 1993. — 71 с.
26. Маркиз против империи, или Путешествия Кюстена, Бальзака и Дюма в Россию. М., РОМ-Л, 1993 г
27. Тяжелые люди. М., РОМ-Л, 1993.
28. Внушение и женщины. М., РОМ-Л, 1994 г
29. Смятение душ, или Книга для мам и пап, бабушек и дедушек, из которой они узнают о психоневрологических расстройствах у детей и подростков. М., РОМ-Л, 1994.
30. Лики великих, или Знаменитые безумцы[7]. М., РОМ-Л, 1994. — 120 с.
31. Схватки в свинарнике. М., РОМ-Л, 1994 г
32. Скажи все, как есть. М., РОМ-Л, 1994 г
33. Системные психоневрологические расстройства у детей и подростков (руководство для врачей и логопедов). М., РОМ-Л, 1995
34. Страсти и судьбы. М., РОМ-Л, 1995
35. Женщины глазами психиатра. М., РОМ-Л,1995
36. Отврати от себя беду! М., РОМ-Л, 1995
37. Под ударами судьбы. М., РОМ-Л, 1995
38. Дюма в России. М., РОМ-Л, 1996
39. Революция и психопатология. М., РОМ-Л, 1996 г
40. Психиатры и политика. М., РОМ-Л, 1996 г
41. Нервный ребёнок, 1997 г
42. Религия и психотерапия, 1998 г
43. Холокост и психика. Москва. 1998 г
44. Обретение воли, или как взрослеют люди и народы, 1998 г
45. От одиночества к общению Москва. 1998 г
46. Безумие. Москва. 1999 г
47. Распад. Москва. 1999 г
48. Тоска. Москва. 1999 г
49. Кризис. Москва. 1999 г
50. Бродяга. Москва. 1999 г
51. Иные. 2001 г
52. Брак. 2001 г
53. Эгоисты. 2001 г
54. Аутизм. 2001 г
55. Страх. 2002 г
56. Уродства любви. 2002 г
57. Блуд. 2002 г
58. Я — психиатр. 2002 г
59. Александр Дюма и современность (к 200-летию со дня рождения А. Дюма)[8]. Сборник статей под редакцией М. И. Буянова. Москва, РОМ-Л, 2002. —127 с.
60. Злоба. 2002 г
61. Один. 2002 г
62. Десять лет. 2002 г
63. Доля. 2002 г
64. Мы. 2003 г
65. Жар. 2003 г
66. Дни. 2003 г
67. Дали. 2004 г
68. Дар. 2004 г
69. Стыд. 2004 г
70. Пол. 2004 г
71. Дикари, М. 2004
72. Долг, М. 2005
73. Дело, М. 2005
74. Дума, М. 2005
75. Аутисты, М. 2005
76. Да или нет, М. 2006
77. Уроды, М. 2006
78. сборник «Очерки истории психотерапии» /с подробным предисловием М. И. Буянова и под его редакцией. М. 2006
79. Желания, М. 2007
80. Мистика, КГБ и психиатрия. Москва, РОМ-Л, 2007. — 216 с.
81. Контрасты, М. 2007
82. Безумная любовь, М. 2008
83. Мой мир, М. 2008
84. Двое, М. 2008
85. Смерть, М. 2009
86. Линии, 2009
87. Нравы. М. 2010.
88. Вчера, М. 2010
89. Тогда, М.2010
90. Потом М. 2010
91. Опять, М.2011
92. Вместе с Чеховым (под редакцией и с предисловием М. И. Буянова).
93. Жёлтый Дом, М, 2011
94. Они..,М. 2011
95. Кто где, М. 2011
96. Папуасия, М.,2011
97. Фрики. М.2012
98. Голая правда. М.2012 (книга вышла после смерти М. И. Буянова)
99. Крики. М.2012 (последняя книга, вышла после смерти М. И. Буянова)